# Liste der Biografien/Lov
Liste der Biografien |
Portal Biografien |
Personensuche
# |
A |
B |
C |
D |
E |
F |
G |
H |
I |
J |
K |
L |
M |
N |
O |
P |
Q |
R |
S |
T |
U |
V |
W |
X |
Y |
Z |
?
 
La |
Lb |
Lc |
Le |
Lg |
Lh |
Li |
Lj |
Ll |
Lm |
Lo |
Lp |
Lt |
Lu |
Lv |
Lw |
Lx |
Ly |
Lz
 
Loa |
Lob |
Loc |
Lod |
Loe |
Lof |
Log |
Loh |
Loi |
Loj |
Lok |
Lol |
Lom |
Lon |
Loo |
Lop |
Loq |
Lor |
Los |
Lot |
Lou |
Lov |
Low |
Loy |
Loz
Die Liste der Biografien führt alle Personen auf, die in der deutschsprachigen Wikipedia einen Artikel haben. Dieses ist eine Teilliste mit 292 Einträgen von Personen, deren Namen mit den Buchstaben „Lov“ beginnt.

## Lov
- Löv, Hanna (1901–1995), deutsche Architektin und Baubeamtin
- Lov, Sara (* 1970), US-amerikanische Sängerin und Komponistin

### Lova
- Løvaas, Hans Marius Wilhelm (1848–1890), norwegischer Landschaftsmaler der Düsseldorfer Schule
- Lövaas, Kari (1939–2025), norwegische Opern- und Konzertsängerin (Sopran)
- Løvaas, Kårstein Eidem (* 1967), norwegischer Radiomoderator und Politiker
- Lovag, Antti (1920–2014), ungarischer Architekt
- Loval, Werner (1926–2022), deutsch-israelischer Unternehmer und Diplomat
- Loval-Landré, Loïc (* 1981), französischer Fußballspieler
- Lovano, Joe (* 1952), US-amerikanischer Jazzmusiker (Saxophon, Komposition)Joe Lovano (* 1952)

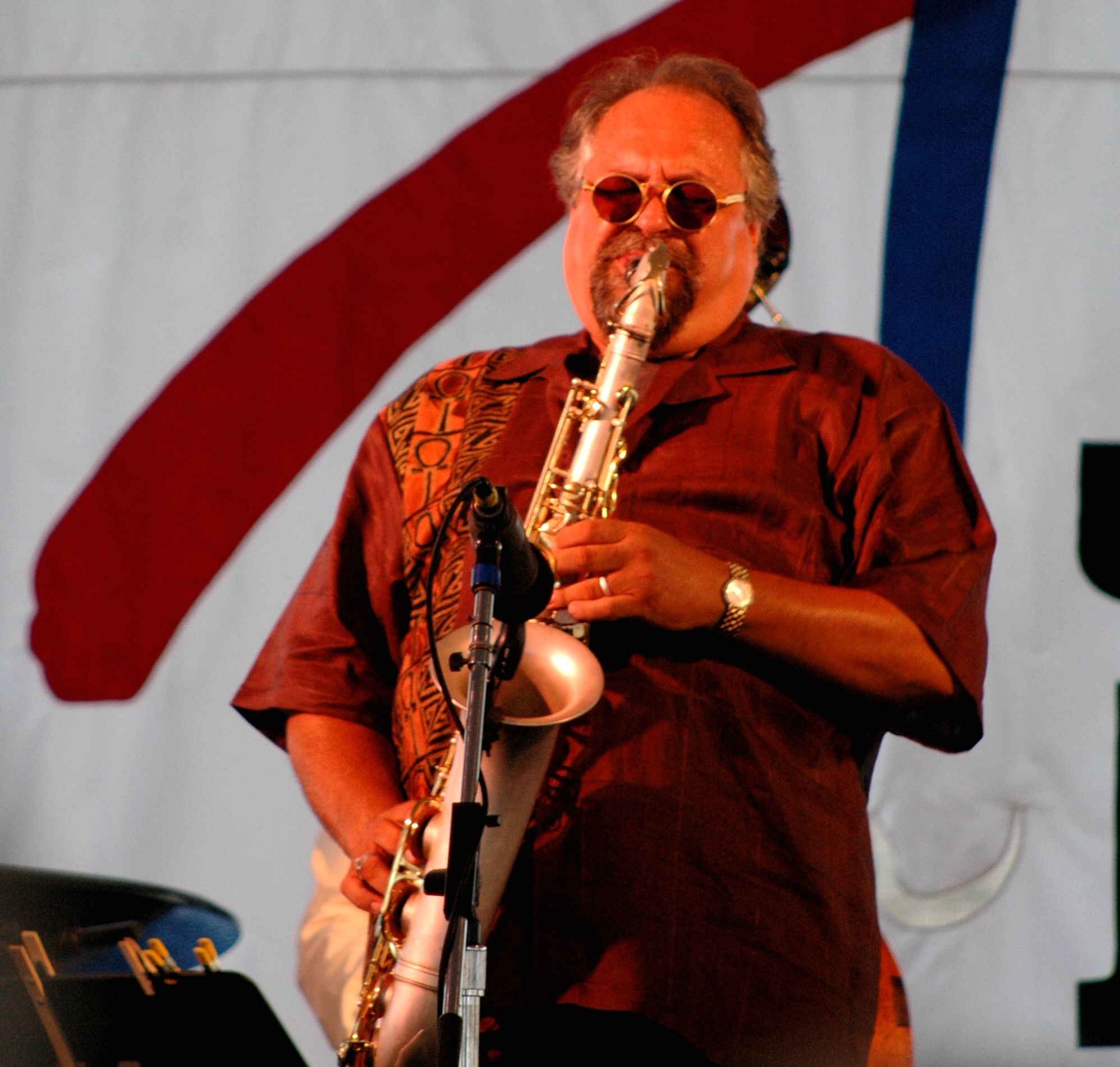
Joe Lovano (* 1952)

- Lovansay, Sisomphon (1916–1994), laotischer Politiker
- Lovas, Petra (* 1980), ungarische Tischtennisspielerin
- Løvåsen, Sigmund (* 1977), norwegischer Schriftsteller
- Lovassy, Krisztián (* 1988), ungarischer Radsportler
- Lovasy, Gertrud (1900–1974), austroamerikanische Ökonomin
- Lovász, Gyöngyi (* 1959), ungarische Fußballspielerin
- Lovász, Irén (* 1963), ungarische Folk-Sängerin
- Lovász, László (* 1948), ungarischer Mathematiker
- Lovász, Lázár (1942–2023), ungarischer Leichtathlet
- Lovasz, Stefan (1901–1938), deutscher KPD-Funktionär und NS-Opfer
- Lovat, Lucas (* 1997), brasilianischer Fußballspieler
- Lovato, Amanda (* 1972), US-amerikanische Triathletin
- Lovato, Demi (* 1992), US-amerikanische Sängerin und SchauspielerinDemi Lovato (* 1992)

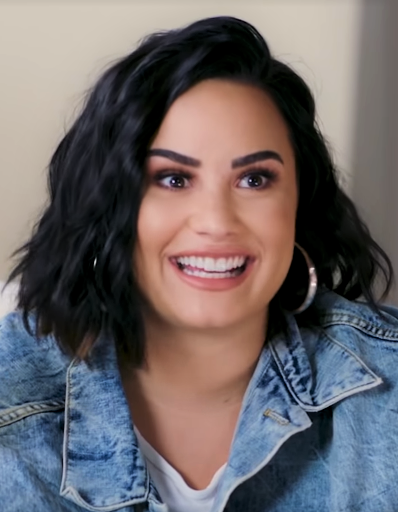
Demi Lovato (* 1992)

- Lovato, Juan Isaac (1904–2001), ecuadorianischer Diplomat
- Lovato, Michael (* 1973), US-amerikanischer Triathlet
- Lovato, Rick (* 1992), US-amerikanischer American-Football-Spieler
- Lovay, Jean-Marc (* 1948), Schweizer Schriftsteller

### Lovb
- Løvberg, Aase Nordmo (1923–2013), norwegische Opernsängerin (Sopran)
- Lövblom, Hilma (* 2000), schwedische Skirennläuferin

### Lovd
- Løvdal, Jesper (* 1969), dänischer Jazzmusiker

### Love
- Love, Aaliyah (* 1981), US-amerikanische Pornodarstellerin
- Love, Akiley (* 2009), US-amerikanische Schauspielerin
- Love, Andrew (1941–2012), US-amerikanischer Musiker und Songwriter
- Love, Angelina (* 1981), kanadische Wrestlerin
- Love, Augustus Edward Hough (1863–1940), englischer Mathematiker
- Love, Avi (* 1995), US-amerikanische Pornodarstellerin
- Love, Bessie (1898–1986), US-amerikanische Schauspielerin
- Love, Bob (1942–2024), US-amerikanischer Basketballspieler

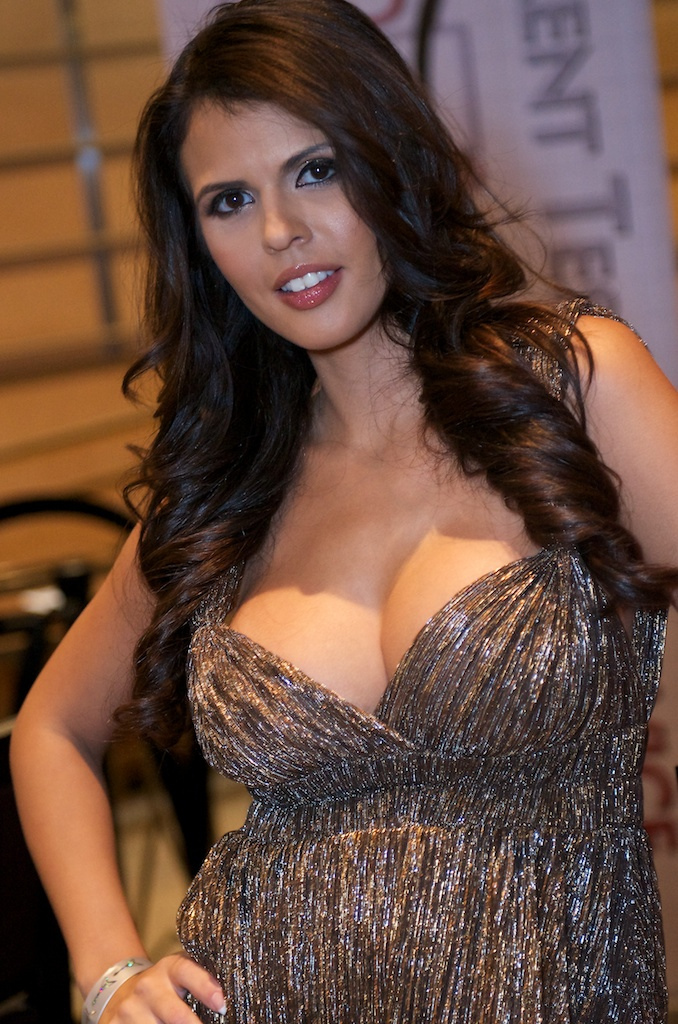
Shy Love (* 1978)

- Love, Brandi (* 1973), US-amerikanische Pornodarstellerin
- Love, Brianna (* 1985), US-amerikanische Pornodarstellerin
- Love, Bryce (* 1997), US-amerikanischer Footballspieler
- Love, Caitlyn Taylor (* 1994), US-amerikanische Schauspielerin
- Love, Cecil (1898–1995), US-amerikanischer Spezialeffektkünstler und Filmtechnikpionier
- Love, Clarence (1908–1998), US-amerikanischer Jazz-Bandleader und Saxophonist
- Love, Clarence (* 1976), US-amerikanischer American-Football-Spieler
- Love, Clayton (1927–2010), US-amerikanischer Bluespianist und Sänger
- Love, Courtney (* 1964), US-amerikanische Gitarristin, Sängerin und Songwriterin sowie SchauspielerinCourtney Love (* 1964)

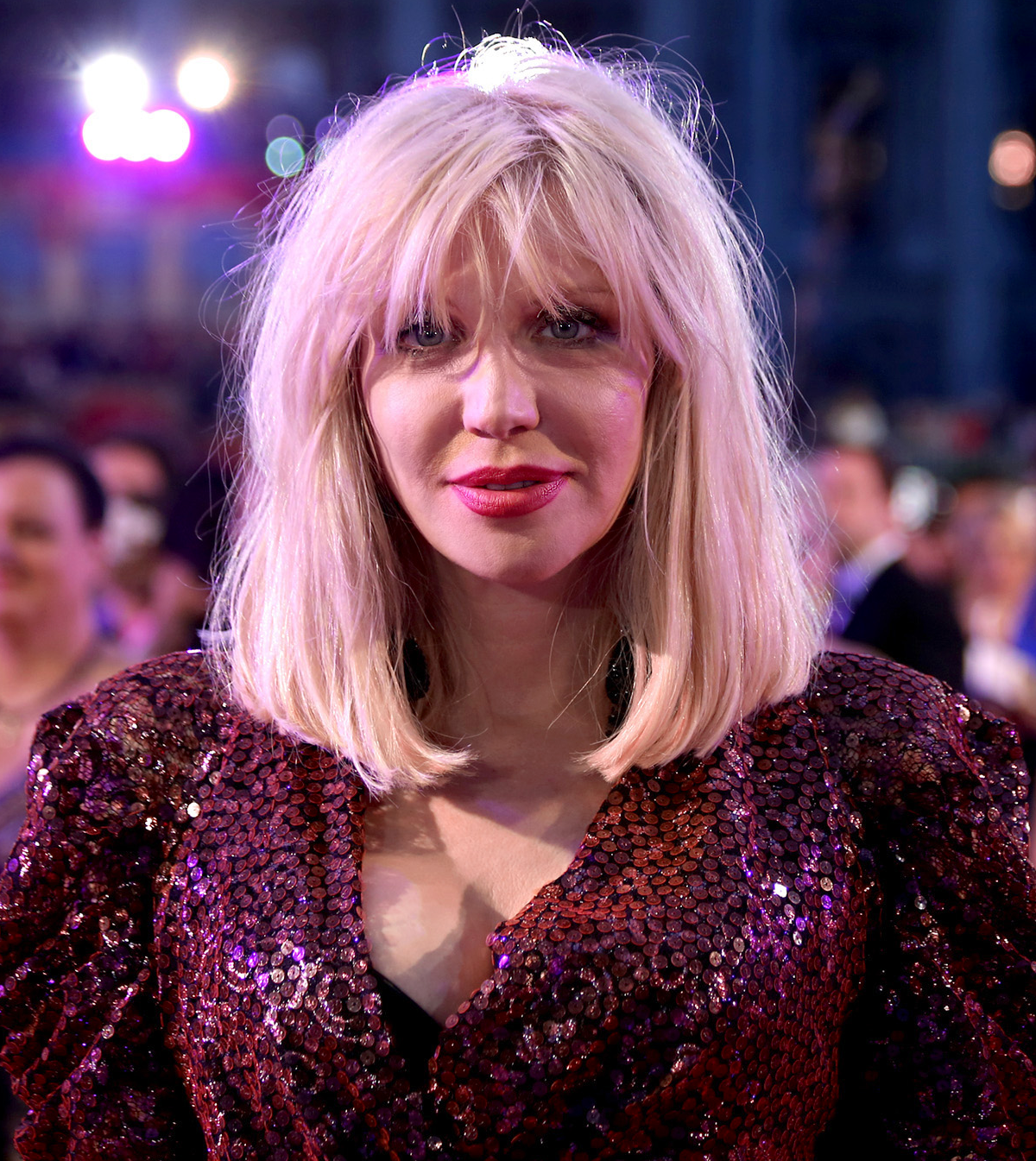
Courtney Love (* 1964)

- Love, Daddy John, US-amerikanischer Old-Time-Musiker
- Love, Darlene (* 1941), amerikanische Sängerin und SchauspielerinDarlene Love (* 1941)

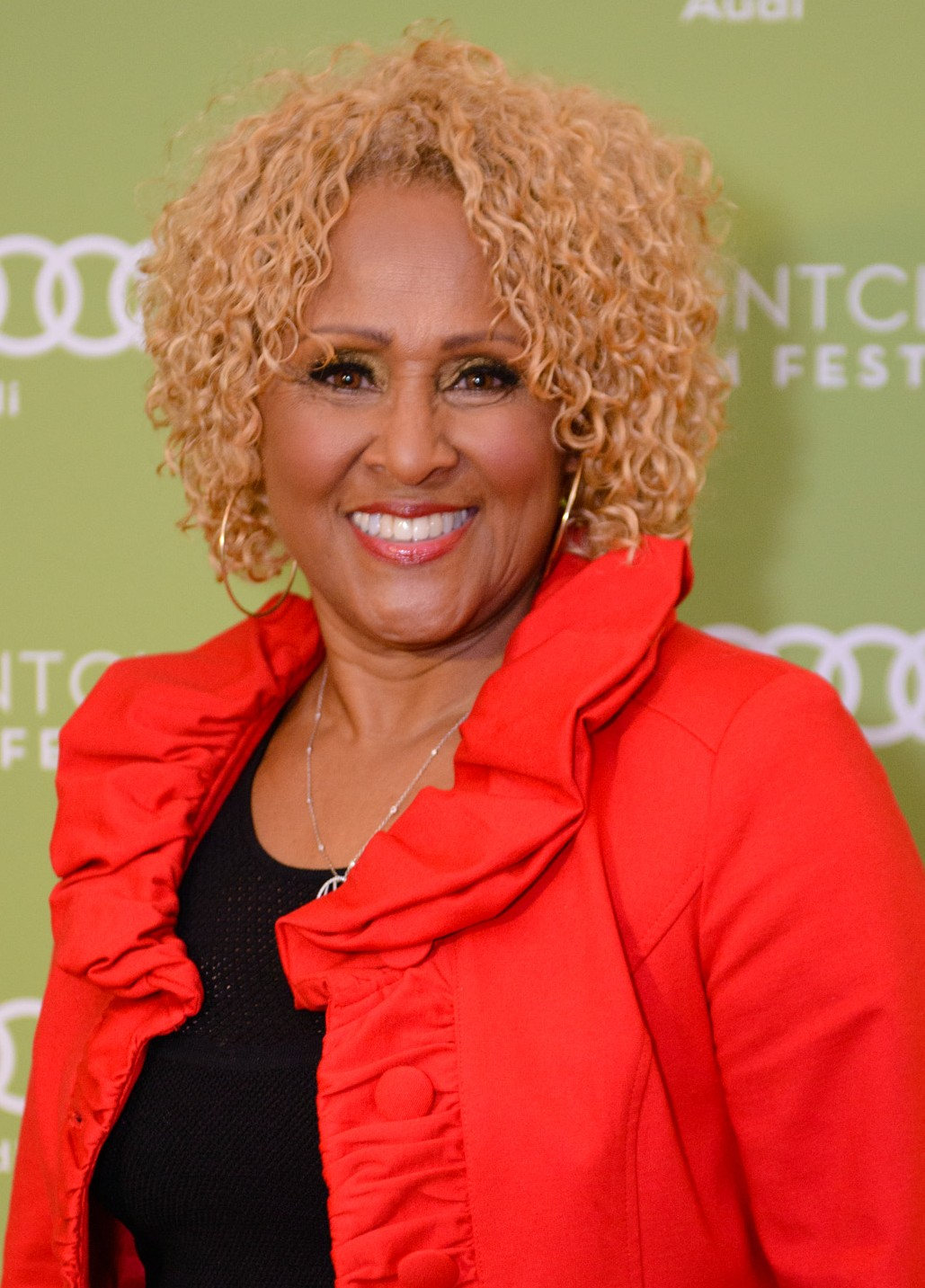
Darlene Love (* 1941)

- Love, Davis III (* 1964), US-amerikanischer Golfer
- Love, Divinity (* 1986), tschechische Pornodarstellerin
- Love, Donald (* 1994), schottischer Fußballspieler
- Love, Faizon (* 1968), US-amerikanischer Schauspieler kubanischer Abstammung
- Love, Francis J. (1901–1989), US-amerikanischer Politiker
- Love, Geoff (1917–1991), britischer Komponist, Bandleader und Posaunist
- Love, Geoff (* 1950), australischer Klimatologe
- Love, Iris (1933–2020), US-amerikanische Klassische Archäologin
- Love, James (1795–1874), US-amerikanischer Politiker
- Love, J’Leon (* 1987), US-amerikanischer Boxer im Supermittelgewicht
- Love, Joanne (* 1985), schottische Fußballspielerin
- Love, John († 1822), US-amerikanischer Politiker
- Love, John (1757–1825), schottischer Theologe
- Love, John (1924–2005), rhodesischer Automobilrennfahrer
- Love, John Arthur (1916–2001), US-amerikanischer Politiker
- Love, Jordan (* 1998), US-amerikanischer American-Football-Spieler
- Love, Kandace (* 1984), US-amerikanische Fußballspielerin
- Love, Kaysha (* 1997), US-amerikanische Bobfahrerin
- Love, Kelvin (* 1978), US-amerikanischer American-Football-Spieler
- Love, Kevin (* 1988), US-amerikanischer Basketballspieler
- Love, Kylie Sonique (* 1983), US-amerikanische Dragqueen, Sängerin und Tänzerin
- Love, Laura Beth (* 1981), US-amerikanische Kamerafrau, Beleuchterin und Filmschaffende
- Love, Lauri (* 1984), britisch-finnischer Hacker und Aktivist
- Love, Loni (* 1971), US-amerikanische Komikerin und Schauspielerin
- Love, Mia (1975–2025), amerikanische Politikerin der Republikanischen Partei
- Love, Mike, US-amerikanischer Reggae-Musiker und Sänger aus Hawaii
- Love, Mike (* 1941), US-amerikanischer MusikerMike Love (* 1941)

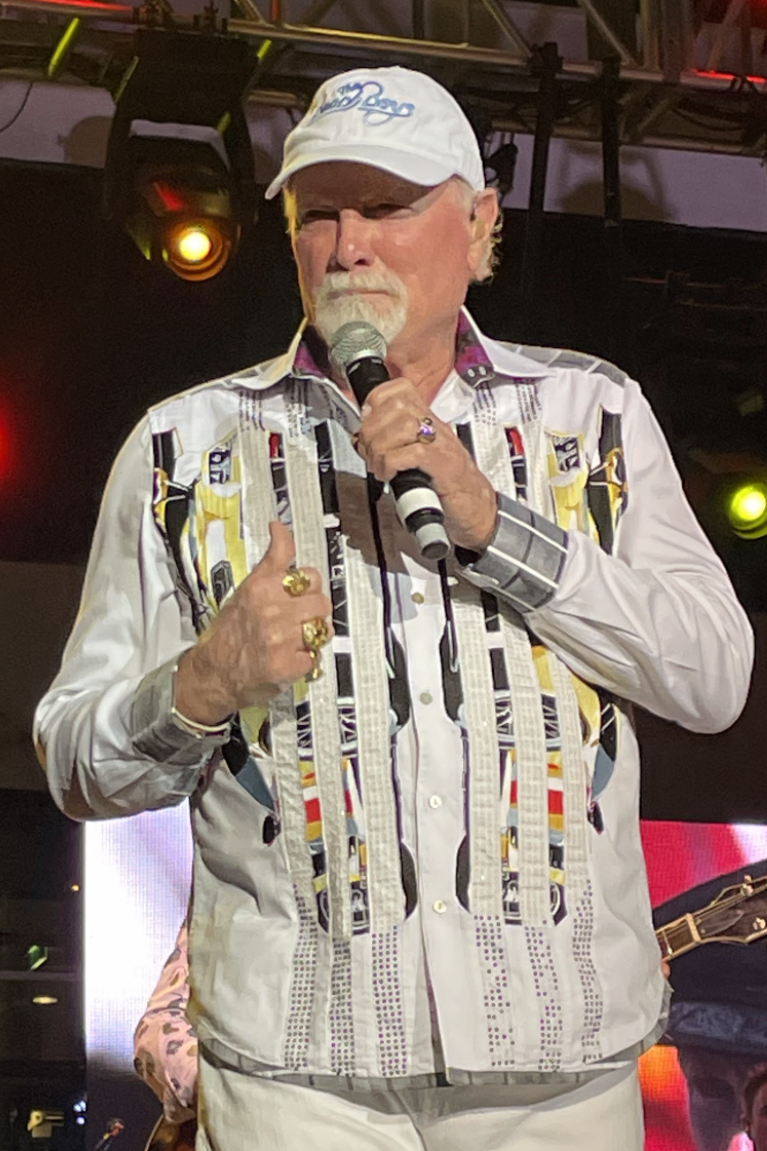
Mike Love (* 1941)

- Love, Montagu († 1943), britischer Theater- und Filmschauspieler
- Love, Nancy Harkness (1914–1976), US-amerikanische Pilotin
- Love, Nat (1854–1921), US-amerikanischer Sklave, Cowboy, Rodeoreiter, Pullman porter und Autor
- Love, Nick (* 1969), britischer Regisseur und Drehbuchautor
- Love, Peter Early (1818–1866), US-amerikanischer Politiker
- Love, Phyllis (1925–2011), US-amerikanische Schauspielerin
- Love, Preston (1921–2004), US-amerikanischer Musiker (Altsaxophonist, Bandleader und Songwriter) im Bereich des Rhythm and Blues und des Jazz
- Love, Rebecca (* 1977), US-amerikanische Schauspielerin und ehemalige Pornodarstellerin
- Love, Rodney M. (1908–1996), US-amerikanischer Politiker
- Love, Shy (* 1978), US-amerikanische Pornodarstellerin und PornoregisseurinShy Love (* 1978)
- Love, Sinnamon (* 1973), US-amerikanische Pornodarstellerin, Fetisch- und Glamourmodel
- Love, Stanley G. (* 1965), US-amerikanischer Astronaut
- Love, Susan (1948–2023), US-amerikanische Chirurgin
- Love, Tabitha (* 1991), kanadische Volleyball-Nationalspielerin
- Love, Thomas C. (1789–1853), US-amerikanischer Politiker
- Love, William Carter (1784–1835), US-amerikanischer Politiker
- Love, William F. (1850–1898), US-amerikanischer Politiker
- Love, Willie (1906–1953), US-amerikanischer Blues-Musiker
- Lovebug Starski (1960–2018), US-amerikanischer Hip-Hop-DJ
- Lovecat (* 1976), österreichischer Musiker
- LoVecchio, Jeff (* 1985), US-amerikanischer Eishockeyspieler
- Lovece, Fabiana (* 1972), argentinische Biathletin
- Lovece, Natalia (* 1978), argentinische Biathletin
- Lovecraft, H. P. (1890–1937), amerikanischer SchriftstellerH. P. Lovecraft (1890–1937)

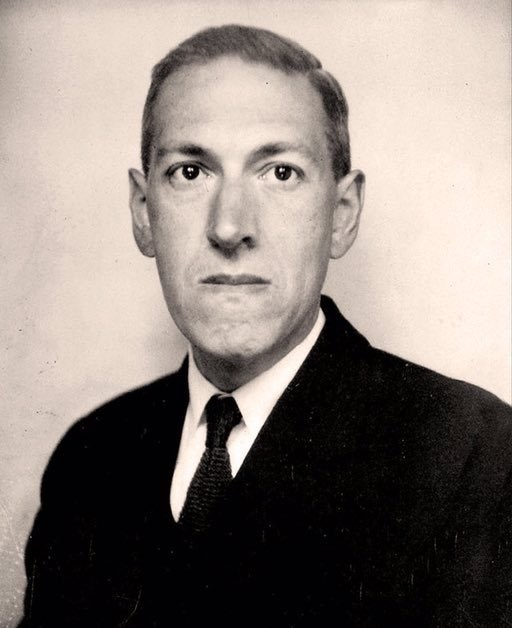
H. P. Lovecraft (1890–1937)

- Loveday, Carl (1921–2001), US-amerikanischer Badmintonspieler
- Loveday, Michael, britischer Filmproduzent
- Loveday, Papis (* 1977), senegalesisches Model
- Loveday, Ron (1900–1987), australischer Politiker der Labour Party, Abgeordneter und Minister
- Lovefoxxx (* 1984), brasilianische Rocksängerin
- Lovegrove, James (* 1965), britischer Science-Fiction-, Fantasy- und Jugendbuch-Autor
- Lovegrove, Ross (* 1958), britischer Industriedesigner
- Løveid, Cecilie (* 1951), norwegische Dramatikerin und Lyrikerin
- Lovejoy, Arthur Oncken (1873–1962), US-amerikanischer Historiker und Literaturwissenschaftler
- Lovejoy, Asa (1808–1882), US-amerikanischer Politiker
- Lovejoy, Ben (* 1984), US-amerikanischer Eishockeyspieler
- Lovejoy, C. Owen (* 1943), US-amerikanischer Paläoanthropologe und Hochschullehrer
- Lovejoy, Deirdre (* 1962), US-amerikanische Schauspielerin
- Lovejoy, Elijah Parish (1802–1837), US-amerikanischer evangelischer Pastor, Journalist, Verleger und AbolitionistElijah Parish Lovejoy (1802–1837)

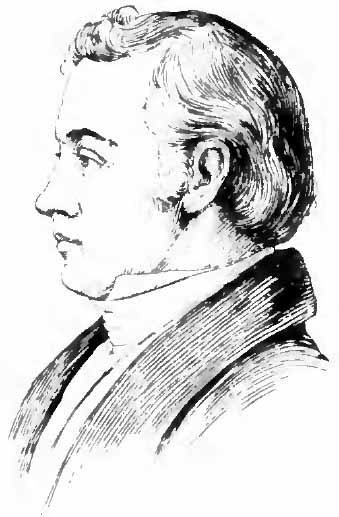
Elijah Parish Lovejoy (1802–1837)

- Lovejoy, Elmer (1872–1960), US-amerikanischer Automobilpionier und Erfinder
- Lovejoy, Esther Pohl (1869–1967), US-amerikanische Ärztin und Gesundheitspionierin, Frauenrechtlerin und Kongresskandidatin
- Lovejoy, Frank (1912–1962), US-amerikanischer Schauspieler und Hörspielsprecher
- Lovejoy, Owen (1811–1864), US-amerikanischer reformierter Pfarrer, Abolitionist und Politiker
- Lovejoy, Paul (* 1943), kanadischer Historiker
- Lovejoy, Ray (1939–2001), britischer Filmeditor
- Lovejoy, Rob (* 1991), US-amerikanischer Fußballspieler
- Lovejoy, Spencer (* 1998), US-amerikanischer Squashspieler
- Lovejoy, Terry (* 1966), australischer Informatiker und Amateurastronom
- Lovejoy, Thomas (1941–2021), US-amerikanischer Ökologe
- Lovel, John, 8. Baron Lovel (1433–1465), englischer Adliger
- Lovel, Philip († 1258), englischer Geistlicher und Minister
- Lovelace, Ada (1815–1852), britische Mathematikerin und Pionierin der InformatikAda Lovelace (1815–1852)

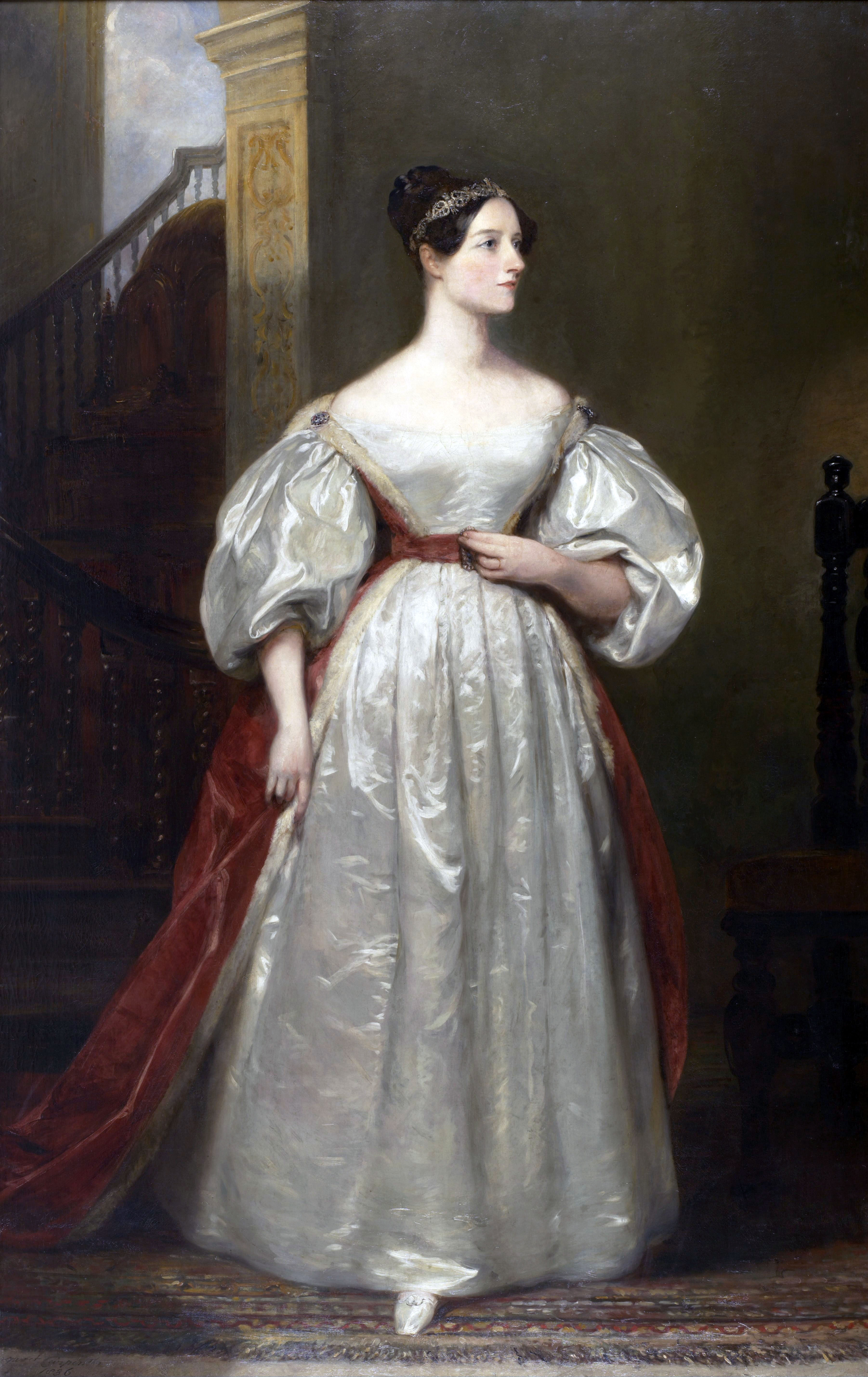
Ada Lovelace (1815–1852)

- Lovelace, Alec (1907–1981), britischer Kommunalpolitiker, Administrator von Antigua und Barbuda und letzter Administrator von Dominica
- Lovelace, Delos Wheeler (1894–1967), amerikanischer Schriftsteller und Journalist
- Lovelace, Earl (* 1935), trinidadischer Schriftsteller und Dramatiker
- Lovelace, Francis († 1675), Gouverneur der englischen Kolonie New York
- Lovelace, James J. (1948–2024), US-amerikanischer Offizier, Generalleutnant der US-Army
- Lovelace, Jimmy (1940–2004), US-amerikanischer Jazzmusiker
- Lovelace, John, 4. Baron Lovelace (1672–1709), Gouverneur der englischen Kolonie New York
- Lovelace, Kawan (* 1967), belizischer Dreispringer
- Lovelace, Linda (1949–2002), US-amerikanische Pornodarstellerin
- Lovelace, Richard (1618–1657), englischer Dichter
- Lovelace, Stacey (* 1974), US-amerikanische Basketballspielerin
- Lovelace, Zak (* 2006), englischer Fußballspieler
- Loveless, Herschel (1911–1989), US-amerikanischer Politiker, Gouverneur von Iowa
- Loveless, Lea (* 1971), US-amerikanische Schwimmerin
- Loveless, Lily (* 1990), britische Schauspielerin
- Loveless, Patty (* 1957), US-amerikanische Country-Sängerin
- Loveling, Virginie (1836–1923), belgisch-flämische Schriftstellerin
- Lovell, Bernard (1913–2012), britischer Astronom und Wegbereiter der Radioastronomie
- Lovell, Dyson (1940–2024), britischer Schauspieler und Filmproduzent
- Lovell, Gregory (* 1985), belizischer Straßenradrennfahrer
- Lovell, Guillermo († 1967), argentinischer Boxer
- Lovell, Jacqueline (* 1974), US-amerikanische Schauspielerin
- Lovell, James († 1590), englischer Kapitän und Freibeuter
- Lovell, James (1737–1814), US-amerikanischer Politiker
- Lovell, Jim (1928–2025), US-amerikanischer NASA-AstronautJim Lovell (1928–2025)

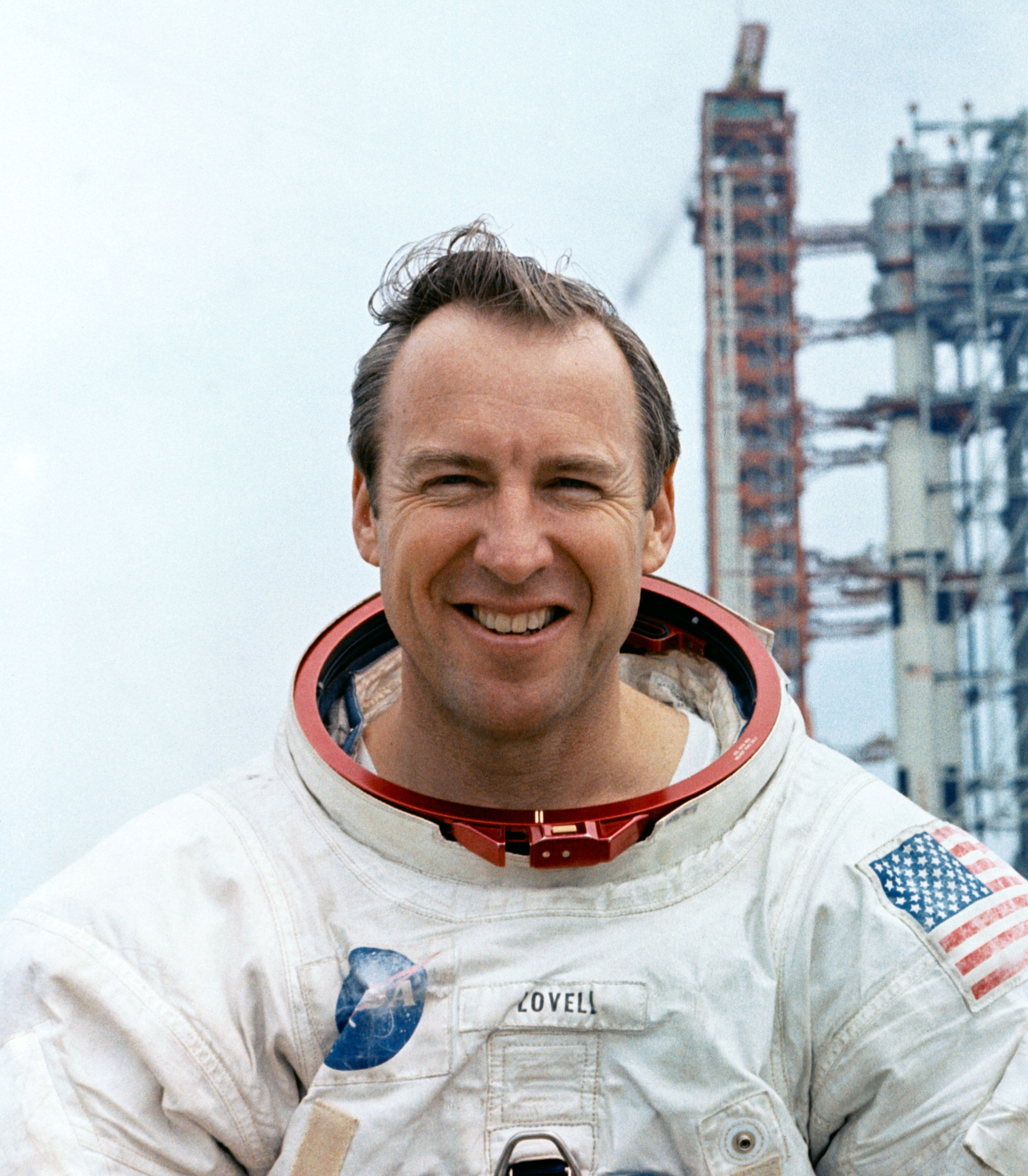
Jim Lovell (1928–2025)

- Lovell, Jocelyn (1950–2016), kanadischer Radrennfahrer
- Lovell, John (* 1967), US-amerikanischer Segler
- Lovell, Julia (* 1975), britische Sinologin
- Lovell, Mansfield (1822–1884), amerikanischer Offizier und General der Südstaaten
- Lovell, Marilyn (1930–2023), Ehefrau des US-amerikanischen Astronauten Jim LovellMarilyn Lovell (1930–2023)

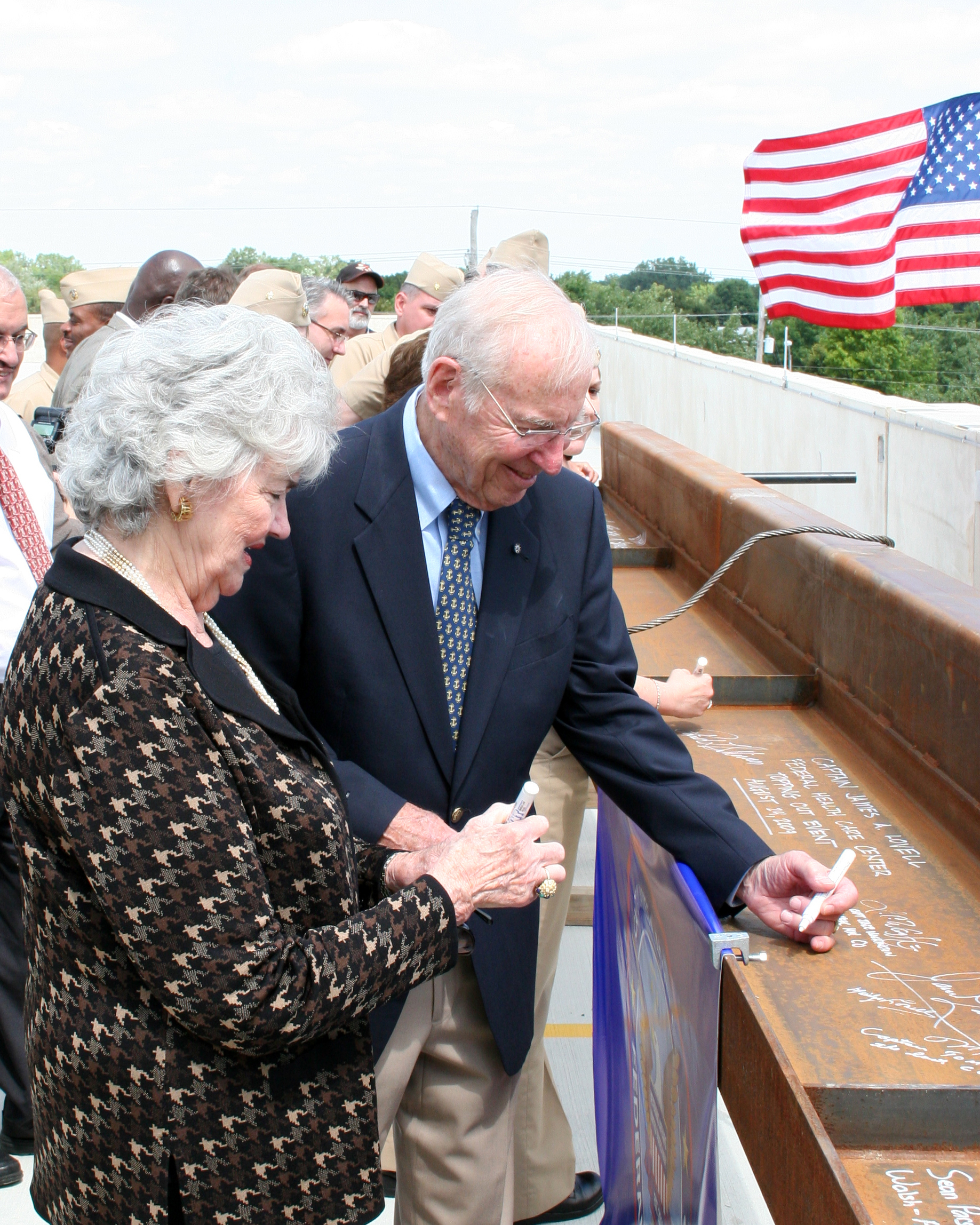
Marilyn Lovell (1930–2023)

- Lovell, Night (* 1997), kanadischer Rapper und Leichtathlet
- Lovell, Raymond (1900–1953), britisch-kanadischer Bühnen- und Filmschauspieler
- Lovell, Rebecca (* 1991), amerikanische Musikerin der Roots Music und des Bluesrock
- Lovell, Robert († 1690), englischer Naturforscher
- Lovell, Santiago (1912–1966), argentinischer Boxer
- Lovell, Tyler (* 1987), australischer Hockeyspieler
- Lovell, Vella (* 1985), US-amerikanische Schauspielerin
- Lovell-Badge, Robin (* 1953), britischer Genetiker und Embryologe
- Lovell-Davis, Peter, Baron Lovell-Davis (1924–2001), britischer Politiker und Journalist
- Lovell-Smith, Rata (1894–1969), neuseeländische Lehrerin, Kunstlehrerin und Malerin
- Lovelle, Herbie (1924–2009), US-amerikanischer Jazz- und Studiomusiker (Schlagzeug)
- Lovellette, Clyde (1929–2016), US-amerikanischer Basketballspieler
- Lovelock, David (* 1938), britischer Mathematiker
- Lovelock, Jack (1910–1949), neuseeländischer Mittelstreckenläufer, Olympiasieger und Mediziner
- Lovelock, James (1919–2022), britischer Chemiker, Mediziner, Biophysiker und ErfinderJames Lovelock (1919–2022)

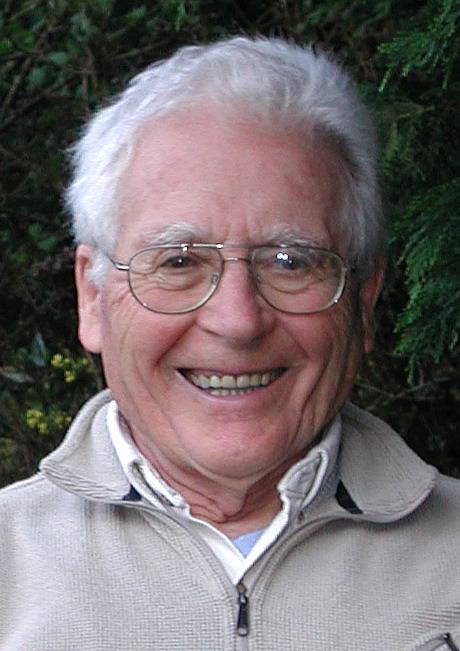
James Lovelock (1919–2022)

- Lovelock, Ray (1950–2017), italienischer Schauspieler
- Lovelock-Fay, Mitchell (* 1992), australischer Straßenradrennfahrer
- Lovely, Eddie (* 1968), englischer Dartspieler
- Lovely, Pete (1926–2011), US-amerikanischer Autorennfahrer
- Loven Kongsli, Lisa (* 1979), norwegische Schauspielerin
- Lovén, Idun (1916–1988), schwedische Malerin und Kunstdozentin
- Lovén, Sven (1809–1895), schwedischer Naturforscher und Chorleiter
- Lovenberg, Felicitas von (* 1974), deutsche Journalistin und Autorin
- Lövenich, Monika (* 1955), deutsche Langstreckenläuferin und Triathletin
- Løvenkrands, Peter (* 1980), dänischer Fußballspieler
- Lovens, Paul (* 1949), deutscher Schlagzeuger der Freien Musik
- Løvenskiold, Herman Severin (1815–1870), dänischer Komponist
- Løvenskiold, Severin (1777–1856), norwegischer Fabrikant und Politiker
- Lover, Anthony, US-amerikanischer Kameramann, Filmregisseur und Filmproduzent
- Lovera, Maximiliano (* 1999), argentinischer Fußballspieler
- Lovera, Valeska (* 1998), chilenische Handballspielerin
- Lovera, Victor (* 2000), französischer Skilangläufer
- Loverde, Paul Stephen (* 1940), US-amerikanischer Geistlicher, emeritierter römisch-katholischer Bischof von Arlington
- Loverdos, Andreas (* 1956), griechischer Politiker, Arbeitsminister (seit 2009)
- Loverdos, Nikos, griechischer Radsportler
- Loveridge, Arthur (1891–1980), britischer Biologe und Herpetologe
- Lovering, David (* 1961), US-amerikanischer Schlagzeuger und ZauberkünstlerDavid Lovering (* 1961)

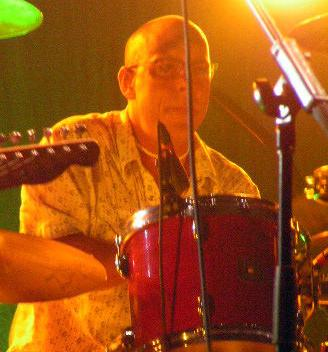
David Lovering (* 1961)

- Lovering, Henry B. (1841–1911), US-amerikanischer Politiker
- Lovering, Joseph (1813–1892), US-amerikanischer Physiker und Mathematiker
- Lovering, Otho (1890–1968), US-amerikanischer Filmeditor
- Lovering, Tyler (* 1971), kanadisch-australischer Eishockeyspieler
- Lovering, William C. (1835–1910), US-amerikanischer Politiker
- Loverock, Patty (* 1953), kanadische Sprinterin
- Loverro, Douglas (* 1954), US-amerikanischer Raumfahrtfunktionär
- Lovesey, Peter (1936–2025), britischer Krimi-Schriftsteller
- Lovestone, Jay (1897–1990), US-amerikanischer KP-Funktionär, Mitarbeiter AFL-CIO, CIA-Agent
- Lovetot, John de, englischer Richter
- LoVetri, Jeannette (* 1949), amerikanische Gesangspädagogin
- Lovett, Claire (1910–2005), kanadische Badminton- und Tennisspielerin
- Lovett, Django (* 1992), kanadischer Hochspringer
- Lovett, Eddie (* 1992), US-amerikanischer Leichtathlet von den amerikanischen Jungferninseln
- Lovett, Edgar Odell (1871–1957), US-amerikanischer Mathematiker
- Lovett, Eyal (* 1981), israelischer Jazzmusiker (Piano, Komposition)
- Lovett, John (1761–1818), US-amerikanischer Politiker
- Lovett, Jon (* 1982), US-amerikanischer Podcaster, Comedian und ehemaliger Redenschreiber
- Lovett, Josephine (1877–1958), US-amerikanische Drehbuchautorin
- Lovett, Korey (* 1996), US-amerikanischer Tennisspieler
- Lovett, Leroy (1919–2013), US-amerikanischer Jazzpianist und Arrangeur
- Lovett, Lyle (* 1957), US-amerikanischer CountrymusikerLyle Lovett (* 1957)

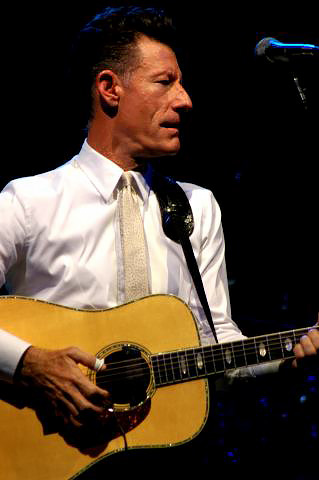
Lyle Lovett (* 1957)

- Lovett, Peter (* 1950), britischer Unternehmer und Autorennfahrer
- Lovett, Robert A. (1895–1986), US-amerikanischer Politiker
- Lovett, Robert Morss (1870–1956), US-amerikanischer Autor, Hochschullehrer und Politiker
- Lovett, Robert Q. († 2022), US-amerikanischer Filmeditor
- Lovett, Susan T., US-amerikanische Biologin
- Lovett, William (1800–1877), britischer Anführer des Chartismus
- Lovette, Irby (* 1969), US-amerikanischer Ornithologe und Ökologe
- Lovette, Oscar (1871–1934), US-amerikanischer Politiker
- Lovey, Angelin Maurice (1911–2000), Schweizer Ordensgeistlicher, Missionar und Prior
- Lovey, Catherine (* 1967), Schweizer Journalistin und Schriftstellerin
- Lovey, Jean-Marie (* 1950), schweizerischer Ordensgeistlicher, römisch-katholischer Bischof von Sitten

### Lovg
- Lövgren Hallberg, Christina (* 2000), schwedische Handballspielerin
- Lövgren, Sofia (* 1990), schwedische Pokerspielerin
- Lövgren, Stefan (* 1970), schwedischer Handballspieler
- Lövgren, Viktor (* 1990), schwedischer Fußballspieler

### Lovi
- Lovibond, Ophelia (* 1986), britische Schauspielerin
- Lovich, Lene (* 1949), US-amerikanische SängerinLene Lovich (* 1949)

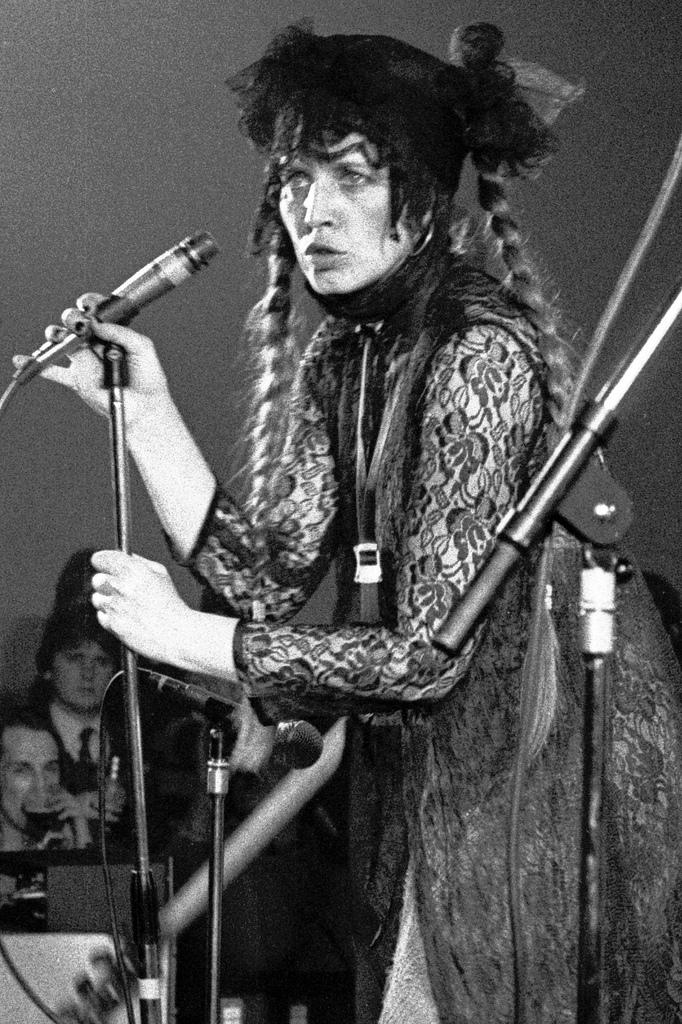
Lene Lovich (* 1949)

- Lovignana, Franco (* 1957), italienischer Geistlicher, Bischof von Aosta
- Lovik, Károly (1874–1915), ungarischer Schriftsteller und Übersetzer
- Lovin, Fița (* 1951), rumänische Leichtathletin
- Lovin, Florin (* 1982), rumänischer Fußballspieler
- Lövin, Isabella (* 1963), schwedische Politikerin (Miljöpartiet de Gröna)
- Lovinescu, Horia (1915–1983), rumänischer Dramatiker und Drehbuchautor
- Lovinescu, Monica (1923–2008), rumänische Schriftstellerin und Journalistin
- Loving, George G. (1923–2016), US-amerikanischer Offizier, Generalleutnant der US Air Force
- Loving, Mildred (1939–2008), US-amerikanische Bürgerrechtlerin afroamerikanischer Herkunft
- Lovink, Geert (* 1959), niederländischer Medienwissenschaftler
- Lovink, Tony (1902–1995), niederländischer Kolonialverwalter und Generalgouverneur
- Lovins, Amory (* 1947), US-amerikanischer Physiker und Umweltaktivist
- Lovins, Hunter (* 1950), US-amerikanische Juristin, Soziologin und Politikwissenschaftlerin
- Lovis, François (1817–1890), Schweizer Architekt und Jesuit
- Lovísa Thompson (* 1999), isländische Handballspielerin
- Lovisa, Noah (* 2000), Schweizer Fussballspieler
- Loviscach, Jörn (* 1965), deutscher Mathematiker
- Loviso, Massimo (* 1984), italienischer Fußballspieler
- Lovitt, Hayley (* 1986), US-amerikanische Schauspielerin
- Lovitz, Daniel (* 1991), US-amerikanischer Fußballspieler
- Lovitz, Jon (* 1957), US-amerikanischer Schauspieler und KomikerJon Lovitz (* 1957)

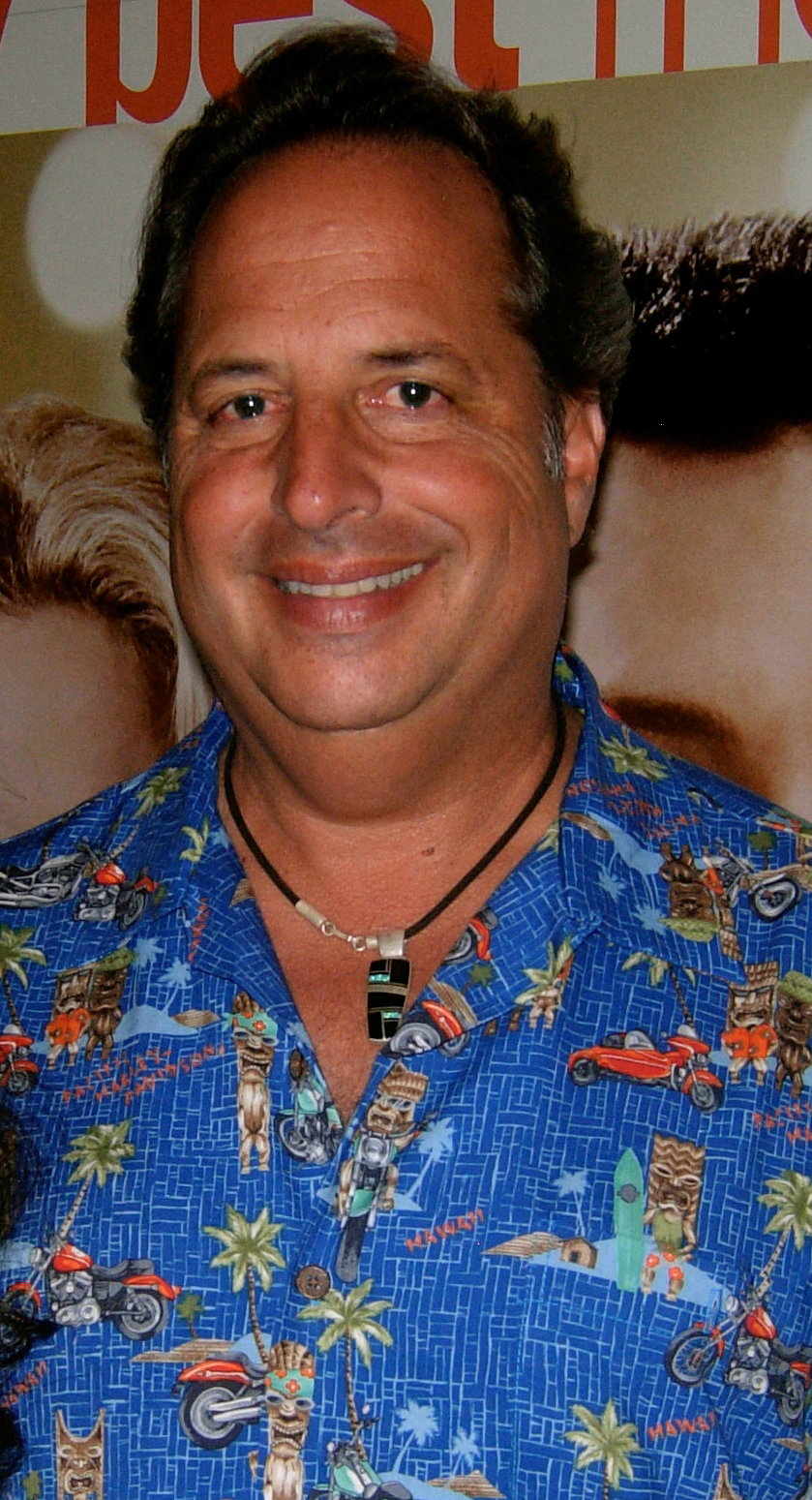
Jon Lovitz (* 1957)

- Lovius, Wilhelm (1607–1685), Kölner Theologe und Universitätsprofessor

### Lovk
- Lövkvist, Thomas (* 1984), schwedischer Radrennfahrer

### Lovl
- Løvland, Helge (1890–1984), norwegischer Leichtathlet
- Løvland, Jørgen (1848–1922), norwegischer liberaler Politiker (Venstre), Mitglied des Storting
- Løvland, Rolf (* 1955), norwegischer Musiker und Komponist

### Lovm
- Løvmand, Christine (1803–1872), dänische Malerin

### Lovn
- Løvnes, Anne Gine (* 2003), norwegische Mittelstreckenläuferin
- Løvnes, Ingeborg (* 1992), norwegische Leichtathletin

### Lovo
- Lovo Cordero, Alfonso (1927–2018), nicaraguanischer Politiker
- Løvold, Thomas (* 1982), norwegischer Curler

### Lovr
- Lovre, Harold (1904–1972), US-amerikanischer Politiker
- Lovrek, Alexander (* 1974), österreichischer Basketballspieler
- Lovrek, Elisabeth (* 1958), österreichische Juristin, Präsidentin des OGH
- Lovrek, Krunoslav (* 1979), kroatischer Fußballspieler
- Lovren, Davor (* 1998), kroatischer Fußballspieler
- Lovren, Dejan (* 1989), kroatischer FußballspielerDejan Lovren (* 1989)

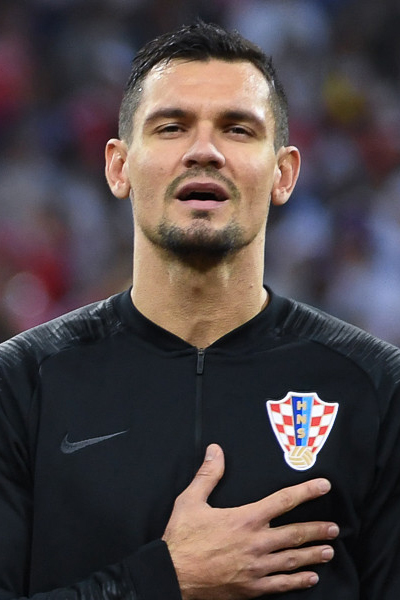
Dejan Lovren (* 1989)

- Lovrenčević, Petra (* 2001), kroatische Handball- und Beachhandballtorhüterin
- Lovrenčić, Marko (* 1982), kroatischer Eishockeyspieler
- Lovrencsics, Gergő (* 1988), ungarischer Fußballspieler
- Lovrenović, Ivan (* 1943), bosnisch-herzegowinischer Publizist, Schriftsteller, Essayist und Verleger
- Lovrenschi, Ladislau (1932–2011), rumänischer Ruderer
- Lovrić, Francesco (* 1995), österreichischer Fußballspieler
- Lovrić, Kristijan (* 1995), kroatischer Fußballspieler
- Lovrič, Pia (* 2002), slowenische Tennisspielerin
- Lovrić, Sandi (* 1998), slowenischer FußballspielerSandi Lovrić (* 1998)

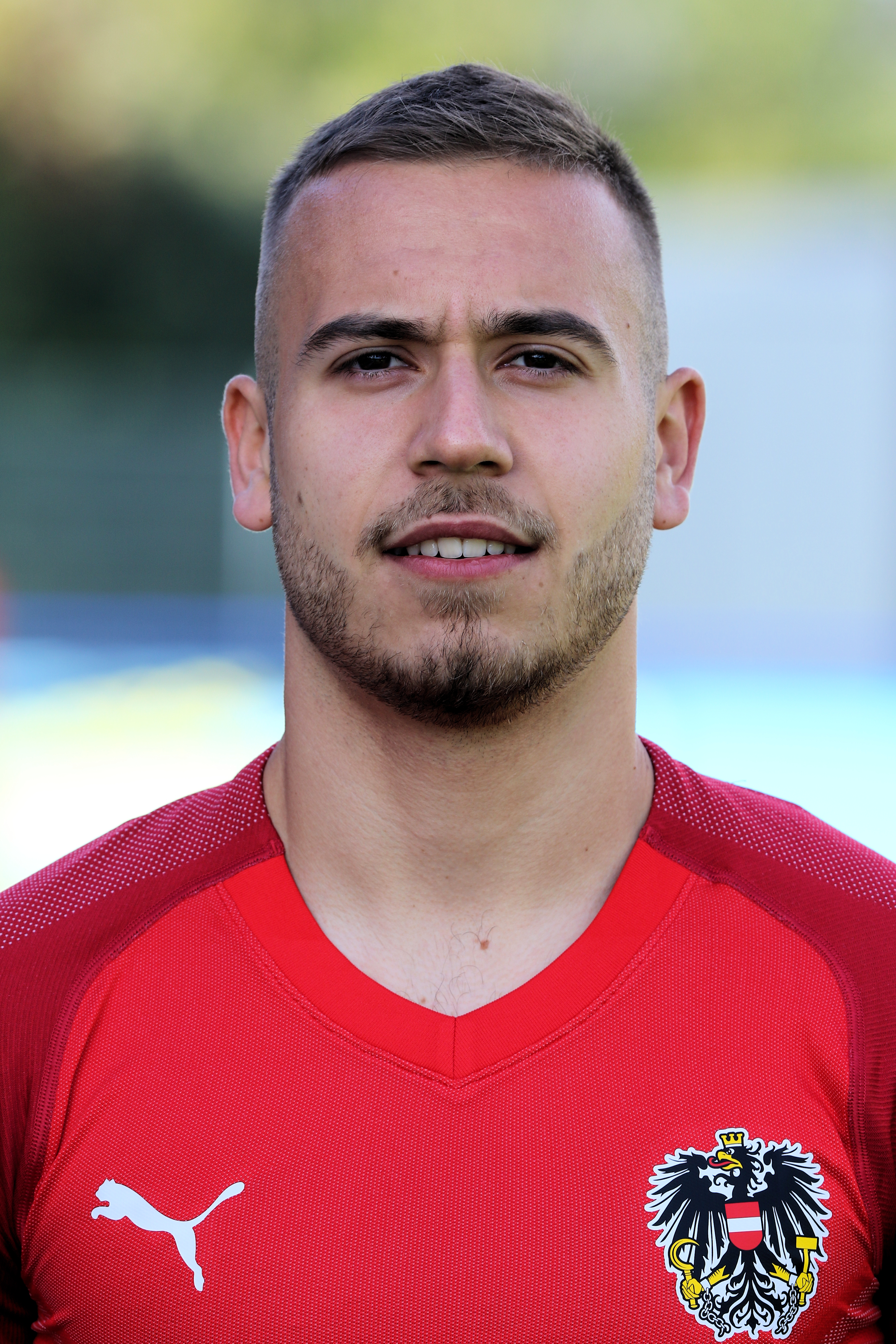
Sandi Lovrić (* 1998)

- Lovrić, Zvonimir (* 1954), kroatischer Chirurg und Traumologe
- Lovrich, Anthony (* 1961), australischer Ruderer
- Løvring, Kai (1931–2002), dänischer Komiker, Schauspieler und Bauchredner

### Lovs
- Løvseth, Kristin Tøsse (* 1973), norwegische Curlerin
- Løvseth, Solveig (* 1999), norwegische Triathletin
- Lovsin, Ken (* 1966), kanadischer Eishockeyspieler und -trainer
- Lovšin, Tajda (* 1998), slowenische Beachvolleyball- und Volleyballspielerin
- Lovsky, Celia (1897–1979), österreichisch-US-amerikanische Schauspielerin
- Lovsø, Grethe (1926–2017), dänische Sprinterin und Hürdenläuferin
- Lovsted, Carl (1930–2013), US-amerikanischer Ruderer
- Løvstrøm, Anne-Lise (* 1960), grönländische Künstlerin und Lehrerin
- Løvstrøm, Thomas (1876–1933), grönländischer Landesrat
- Løvstrøm, Uvdloriaĸ (1936–2015), grönländischer Kommunalpolitiker (Siumut) und Gewerkschafter

### Lovy
- Lovy, Alex (1913–1992), US-amerikanischer Animator und Regisseur von Zeichentrickfilmen